# A Casa de Cera
House of Wax (bra/prt: A Casa de Cera) é um filme de terror australiano-americano de 2005 dirigido por Jaume Collet-Serra e estrelado por Elisha Cuthbert, Chad Michael Murray, Brian Van Holt, Paris Hilton, Jared Padalecki, Jon Abrahams, e Robert Ri'chard.
É às vezes chamado de um remake do filme de 1953 de mesmo nome, que era em si um remake do filme Mystery of the Wax Museum de 1933, mas o enredo do filme de 2005 é completamente diferente da história contada pelos dois filmes anteriores. Foi produzido pela Village Roadshow Pictures juntamente com a Dark Castle Entertainment e distribuído pela Warner Bros. Pictures.
O filme estreou no Festival de Cinema de Tribeca e foi lançado nos cinemas norte-americanos em 6 de maio de 2005. A produção, que marcou a estreia de Collet-Serra como diretor de cinema, entrou na lista dos melhores filmes de terror adolescente já feitos.
House of Wax recebeu críticas mistas em geral após seu lançamento. O elenco é geralmente elogiado, especialmente Cuthbert. O filme arrecadou mais de 12 milhões de dólares em seus três primeiros dias de estreia. e mais tarde viria a arrecadar mais de 70 milhões de dólares mundialmente, contra um orçamento de 40 milhões. Tornou-se o sétimo filme de terror de maior bilheteria em 2005, ficando entre as 100 maiores bilheteria do ano. Atualmente ocupa a 30ª posição na lista das maiores bilheterias do mercado doméstico americano de todos os tempos do gênero horror – slasher, segundo o Box Office Mojo, e está entre as maiores bilheterias do gênero de todos os tempos. O filme passou a desenvolver um culto de seguidores. Foi indicado ao MTV Movie Awards e ao Teen Choice Awards em sete categorias, vencendo três prêmios, incluindo Melhor Filme de terror e Melhor cena de grito do ano, obtendo 15 indicações e cinco prêmios.

## Sinopse
Em 1974, uma mulher está fazendo uma escultura de cera na cozinha de sua casa, enquanto seu filho toma café da manhã em sua cadeira. O marido entra com outro filho que está gritando e chorando. O garoto se debate e é amarrado em uma cadeira. Ele chuta a mesa, derrubando no chão sua escultura, e depois arranha a mão de sua mãe, que lhe dá um tapa no rosto.
Nos dias atuais, Carly (Elisha Cuthbert), seu irmão gêmeo Nick (Chad Michael Murray), seu namorado Wade (Jared Padalecki), sua melhor amiga Paige (Paris Hilton), o namorado de Paige, Blake (Robert Ri'chard), e o amigo de Blake, Dalton (Jon Abrahams), estão a caminho de uma partida de futebol americano em Louisiana. Quando a noite cai, o grupo decide montar um acampamento. Posteriormente, um estranho entra no parque com uma caminhonete e deixa os faróis direcionados aos campistas, recusando-se a sair. Então, Nick destrói um dos faróis com uma garrafa de vidro e o carro se retira do acampamento. Na manhã seguinte, Wade encontra as correias de seu carro danificadas. Enquanto isso, Carly e Paige trocam de roupa e se deparam com um cheiro horrível. Carly resolve descobrir de onde vem o cheiro e acaba caindo em um cemitério de animais. Enquanto ajudam Carly a sair dali, o grupo conhece um homem chamado Lester (Damon Herriman), que oferece carona para Wade e Carly até a cidade vizinha, Ambrose, para obter uma nova correia da ventoinha. Paige, Dalton, Nick e Blake vão para o jogo de futebol.
Carly e Wade chegam em Ambrose, que é praticamente uma cidade-fantasma. Incapazes de encontrar um atendente na loja de mecânica de automóveis, eles entram na igreja, interrompendo um funeral. Lá, encontram um mecânico chamado Bo (Brian Van Holt), que se oferece para vender-lhes uma correia da ventoinha depois do funeral. Enquanto esperam por Bo, os dois visitam o museu de cera, um lugar feito literalmente de cera que parece ser a atração turística da cidade. Wade se encanta com o lugar, mas Carly se assusta ao ver a imagem de um homem na janela e pede para ir embora. Sem muita paciência, Wade entra na loja de mecânica e procura por si mesmo a correia. Bo reaparece e diz que o número da correia de que Wade precisa tem somente em sua casa, e os dois o seguem. No caminho, o homem lhes conta a trágica história da família Sinclair, antigos residentes da cidade. Ao chegarem na casa, Wade pede para ir ao banheiro, mas acaba entrando em um quarto proibido, quando é atacado e esfaqueado por uma figura misteriosa no escuro. Do lado de fora, Carly descobre que a caminhonete de Bo é a mesma que os visitou na noite anterior. Ela tenta fugir, mas é atacada por ele e corre para a igreja, apenas para descobrir que o funeral em curso é preenchido apenas por esculturas de cera. Carly é capturada por Bo, que a leva para o portão da loja, prende-a em uma cadeira e sela seus lábios com cola. Enquanto isso, Wade está inconsciente e é levado a uma sala, onde seu corpo é coberto por spray de cera quente.
Devido ao grande congestionamento e o tráfego parado, Blake, Paige, Nick e Dalton percebem que não chegarão a tempo do jogo, e resolvem voltar para o acampamento. Nick e Dalton vão então à Ambrose atrás de Carly e Wade, enquanto Paige e Blake permanecem no parque de campismo. Algum tempo depois, no meio da noite, a figura misteriosa visita o acampamento e mata Blake. Paige é perseguida até uma fábrica de automóveis, onde acaba sendo espetada na cabeça por um cano quebrado. Em Ambrose, Nick e Dalton encontram a cidade completamente vazia, e resolvem se separar. Dalton vai para o museu, encontra um Wade totalmente coberto de cera e em seguida a figura misteriosa, sendo decapitado logo em seguida. Enquanto isso, Nick vai para a loja de mecânica e pergunta a Bo se ele não viu sua irmã e o namorado. Ele afirma que não os viu. Carly consegue escapar da cadeira e coloca o dedo na ventilação que dá para o chão na frente da loja, na esperança de que Nick veja. No entanto, Bo percebe, se agacha e corta seu dedo. Com o sangue escorrendo do dedo cortado, ela consegue desgrudar a cola e gritar o nome do irmão. Nick então briga com Bo e se prende na loja, onde encontra e salva Carly. Logo depois, eles percebem que os únicos habitantes da cidade são os filhos dos proprietários do museu de cera, que foram prendendo suas vítimas para a criação de esculturas de cera. Bo e Vincent Sinclair (a figura misteriosa), os donos da cidade-fantasma, eram gêmeos siameses que foram separados com uma cirurgia clandestina feita por seu pai, o que acabou deixando Vincent com o rosto horrivelmente desfigurado. Por causa disso, Vincent coloca cera em seu rosto. No porão da casa que também dá acesso ao museu, Carly e Nick ateiam fogo na tentativa de matar os assassinos. O fogo se espalha através do museu, derretendo-o lentamente para baixo. Após uma perseguição, Carly consegue matar Bo e Vincent, e os irmãos escapam por pouco antes do museu derreter por completo.
Na manhã seguinte, a fumaça do incêndio atrai a ajuda das autoridades e de equipes de resgate para a cidade. O delegado informa aos dois que a cidade está abandonada há uma década, desde que a sua usina de açúcar fechou e nem consta mais no mapa. Pelo rádio, a polícia diz ao xerife que o casal Sinclair não teve dois filhos, mas sim três. Enquanto estão indo embora numa ambulância, Carly olha pela janela e se depara com Lester, que os conduziu para a cidade mais cedo. Como ele está ao lado do cachorro de estimação dos irmãos Sinclair, Carly deduz que ele é o terceiro filho.

## Elenco
- Elisha Cuthbert como Carly Jones
- Chad Michael Murray como Nick Jones
- Brian Van Holt como Bo Sinclair / Vincent Sinclair
- Paris Hilton como Paige Edwards
- Jared Padalecki como Wade
- Jon Abrahams como Dalton Chapman
- Robert Ri'chard como Blake Johnson
- Damon Herriman como Lester Sinclair
- Andy Anderson como Xerife
- Dragitsa Debert como Trudy Sinclair
- Murray Smith como Dr. Victor Sinclair

## Produção

### Desenvolvimento
Inicialmente o filme seria intitulado Wax Casa, Baby, antes da Warner Bros. perceber que tinham permissão para usar o título de House of Wax. O produtor Joel Silver observou:
| “ | 'Então, a gente tinha conseguido a autorização para o nome "House of Wax", que tinha sido o título de um filme anterior, lançado em 1953. Nós estávamos nos preparando para terminar o trabalho em publicidade, quando alguém disse: "Pare, não podemos chamá-lo assim". Eu pensei que eu tinha perdido uma reunião, ou que o escritório de licenciamento tinha feito um erro. Na realidade, o membro da equipe não sabia que tínhamos de ter autorização para o nome, e tinha sido um ávido fã do original "House of Wax". [...] Nós terminamos a produção nos cartazes e anúncios publicitários e outdoors que diziam "Wax Casa, Baby" quando descobrimos que tinhamos os direitos do nome, por isso tivemos que começar tudo de novo.'" | ” |

Ao total 20 toneladas de cera foram usadas para criar o set da casa de cera, que foi construído com materiais tradicionais e, em seguida, revestidos com uma fachada de cera em spray. "A cera natural colorida é cera de abelha, que é um marrom rico salpicado de ouro e laranja. Nós usamos esta matiz de cera de abelha como nossa sub-cor para  House of Wax e também para a cera em que Vincent trabalha no filme", disse o designer de produção Graham Walker.

### Filmagens
"Nós construímos um navio de cruzeiro para Navio Fantasma. Nós construímos o interior de um asilo para Gothika". Para House of Wax, construímos uma cidade inteira.

— Joel Silver

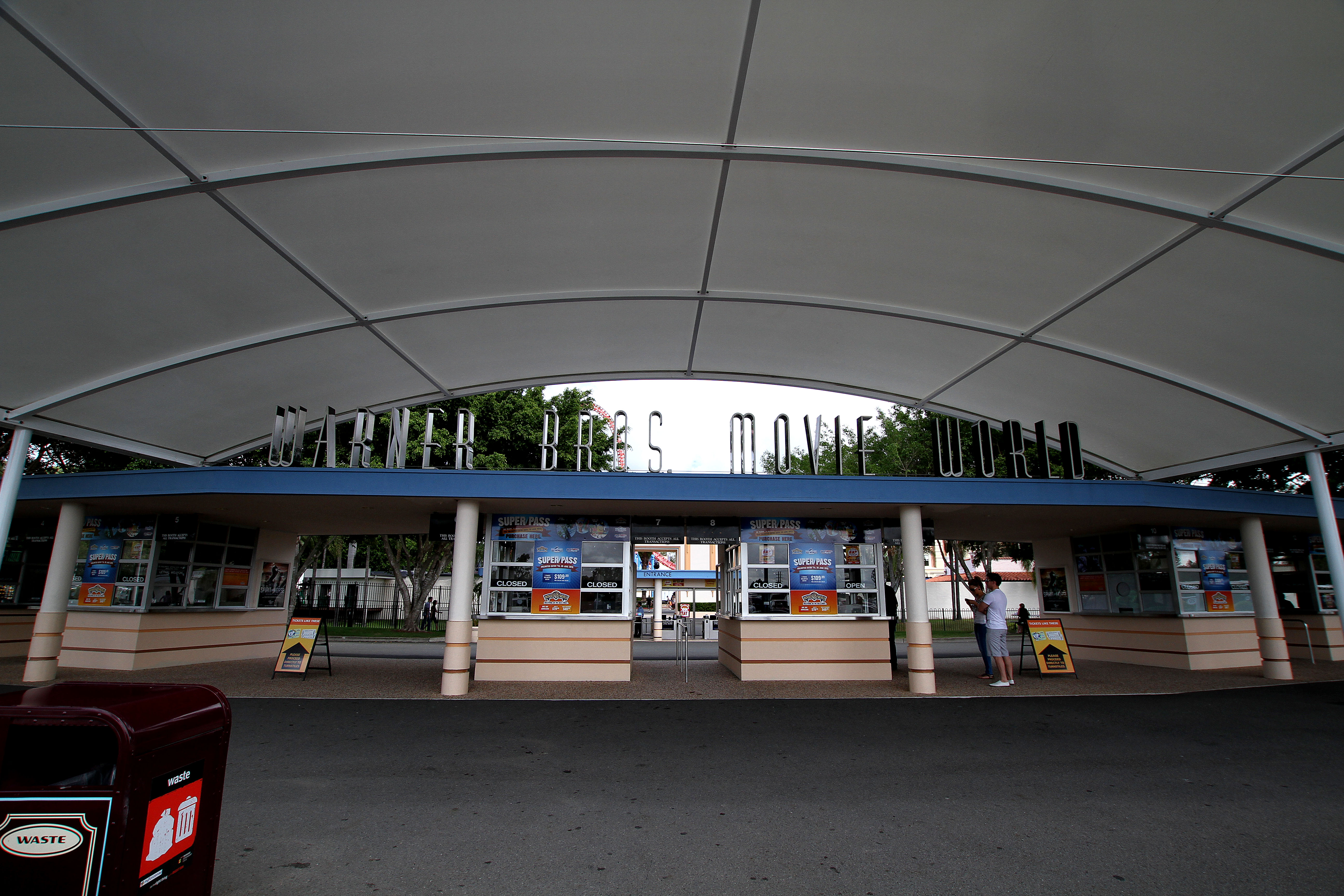
As filmagens ocorreu no set cerca 45 minutos de carro do estúdio Warner Bros. Movie World

O primeiro dia da filmagem principal do filme, ocorreu em 11 de maio de 2004 em Gold Coast, Queensland, Austrália e durou até julho de 2004. A cidade de Ambrose foi construída em 10 semanas, e teve como inspiração, a cidade de Asmara na Eritreia que foi construída pelos italianos na África durante a Segunda Guerra Mundial no estilo moderno, em vez de o estilo de deco, que foi mais popular na época.
| “ | Foi um vasto campo aberto cercado por colinas que lhe deram uma sensação palpável de isolamento, disse o produtor executivo, Herb Gains. | ” |

Durante algumas cenas do filme, Cuthbert teve que usar blocos de madeira de duas polegadas no fundo das suas botas para fazer-se parecer mais alta em cenas onde ela e Padalecki seriam filmados juntos. Isso só foi feito durante as cenas onde eles seriam filmados do joelho para cima.
Há uma abertura alternativa em que uma mulher nova, Jennifer (Emma Lung), (a mulher que é esculpida como Miss Ambrose) está presa na estrada depois que seu carro quebrou. Como ela chama uma empresa de reboque, porém Bo chega primeiro com sua caminhonete. Ela tenta sinalizar para ele, mas não obtém resposta. Em seguida, o caminhão acelera, Jennifer tenta correr, mas Bo agarra pelo pescoço e a joga de rosto em seu pára-brisa, matando-a instantaneamente.
Durante as filmagens, Cuthbert, Michael Murray, Hilton e Padalecki participaram de um programa de TV da MTV intitulado Movie Life: House of Wax, que teve o primeiro episódio em 31 de março de 2005. O programa mostra os bastidores do filme, documentando a diversão eo caos que ocorreu na vida do elenco durante as gravações.

### Seleção de elenco

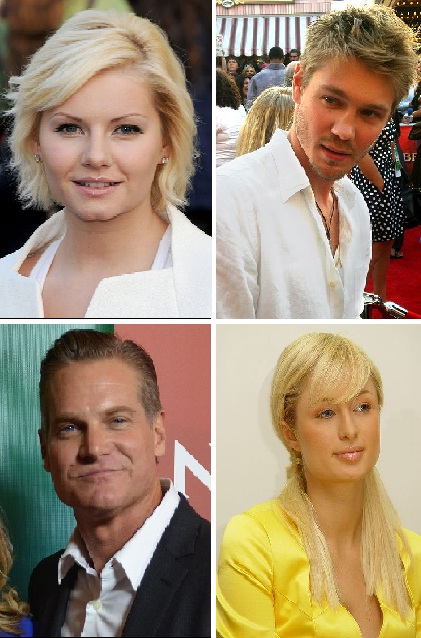
Membros do elenco, da esquerda para a direita começando com a linha superior, Elisha Cuthbert, Chad Michael Murray, Brian Van Holt e Paris Hilton.

A escolha da Cuthbert no papel principal foi devido ao desempenho no filme anterior The Girl Next Door, sobre a escolha do papel a atriz comentou: O personagem era mais atraente no início, porque eu estava saindo de The Girl Next Door, que tipo de foi um grande primeiro filme para mim, mas eu queria fazer algo extremamente diferente. E quando Joel me trouxe House of Wax pensei que este é perfeito, porque o gênero é diferente, a ideia é diferente, e o personagem não é nada como Danielle.
Jennifer Connelly, Natalie Portman e Kate Winslet foram originalmente consideradas para o papel de Paige Edwards, porém o papel foi para Paris Hilton que não precisou fazer qualquer teste para integrar o elenco, tendo sido escolhida pelo próprio diretor. Michael Murray havia acabado de sair de A Nova Cinderela e Padalecki de New York Minute.

### Efeitos
Jaume queria usar menos fundo azul ou efeitos possível, fazendo com que quase todas as cenas do filme fossem realizadas sem nenhum efeito especial. Em uma cena, a personagem Carly tenta abrir a boca, enquanto seus lábios foram selados com cola. Para realismo, ela usou supercola sobre próteses, Cuthbert disse:
| “ | Por mais que eu gostaria de fazer coisas por conta própria e queremos ser tão acreditável quanto possível, não havia nenhuma maneira para simular isso. Não havia nenhuma maneira para simular ter meus lábios colados... então eu disse para trazer a cola, vamos fazer isso, porque eu não quero que isso parece falso, então tivemos que colar os lábios, e eu disse: "você sabe, eu sou boa, mas eu não sou tão boa, eu não posso simular que estão colados sem realmente estarem", você não pode criar isso. Não importa quão bom você é, você pode ter todos os prêmios e não consegue fazer isso. É como fisicamente impossível. | ” |

Inicialmente, Silver tinha planejado para fazer o filme com a tecnologia em 3D, mas posteriormente abandonou a ideia.

### Incêndio no estúdio

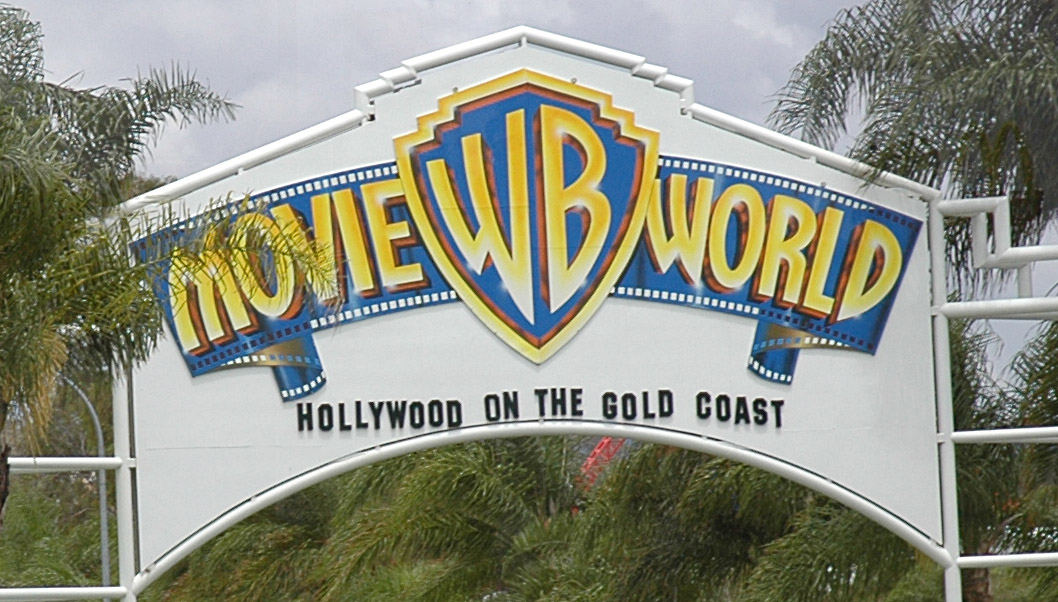
Entrada do estúdio da Movie World

Em 26 de junho de 2004, um estúdio de som estava sendo usado para o filme queimado durante um teste de equipamentos de efeitos especiais. O fogo foi iniciado por uma vela e destruiu um estúdio da Warner Bros Movie World em Gold Coast. Um membro da produção foi tratado por queimaduras em seu braço, mas ninguém ficou ferido. Em janeiro de 2006, foi anunciado pela Warner Roadshow que os proprietários do estúdio Village Theme Park Management e Warner Brothers Movie World Australia estavam processando o especialista de efeitos especiais David Fletcher e Wax Productions por causa do incêndio.
A ação de 7 milhões de dólares alega que o Sr. Fletcher e Wax Productions foram negligentes sobre o incêndio que destruiu parte dos estúdios da Warner Bros Movie World. As alegadas razões de negligência incluíram não ter bombeiros em stand-by e usando adereços de madeira perto de uma chama. O conjunto onde o fogo começou já foi demolido e um campo mantido por Movie World para projetos futuros.
Joel Silver deu uma entrevista sobre o incidente, dizendo: Ninguém se feriu de modo que é a coisa mais importante. Foi tudo projetado e equipado para caso de incêndio. Mas você sabe, ele acabou por sair de controle. Havia muita coisa.

## Lançamento

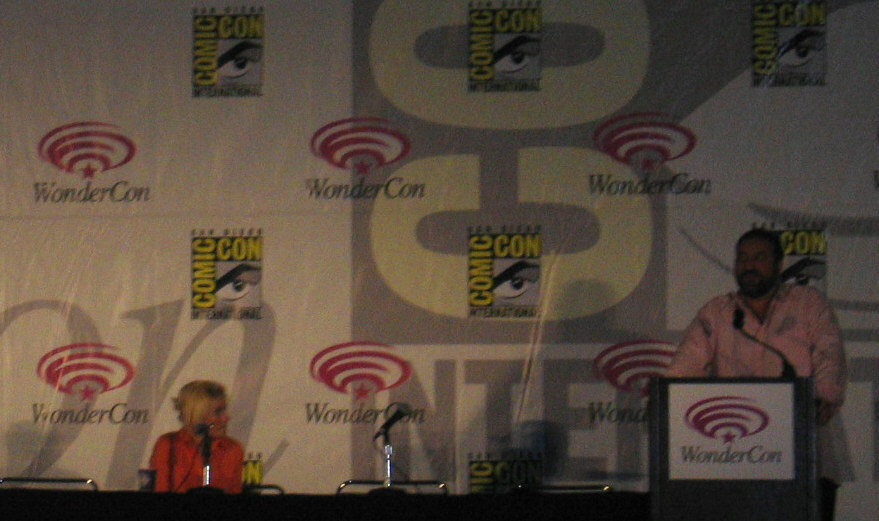
Cuthbert juntamente com Silver discursando no San Diego Comic-Con em 2005

A campanha de marketing do filme incluiu um painel no San Diego Comic-Con em 19 de fevereiro de 2005. Além disso, a Warner Bros, produtora do filme, permitiu que Hilton vendesse camisas com os dizeres "On May 6th, Watch Paris Die" ("em 6 de maio, assista Paris morrer"). A data é uma referência ao lançamento do filme nos Estados Unidos.

### Bilheteria
House of Wax abriu em 3111 cinemas, com o dia de abertura de 4 852 597 dólares - 1560 dólares por cinema e em sua semana de estreia, 12 milhões de dólares - 3882 dólares por cinema, ficando em segundo lugar nas maiores bilheterias de abertura de fim de semana. Embora a maioria dos críticos não recomendou o filme, muitos reconheceram que foi bem feito e/ou melhor do que outros filmes similares recentes. House of Wax ganhou 70 064 800 dólares mundialmente; 46,6% desse total veio das receitas domésticas; também ganhou 42 milhões de dólares em aluguel de VHS/DVD.
Inicialmente, o filme seria lançado no halloween em 2004, porém naquela época ainda não tinha sido concluído. A premiere do filme ocorreu no dia 30 de abril de 2005 no Festival de Cinema de Tribeca e foi lançado nos cinemas dos Estados Unidos em 6 de maio de 2005. No Brasil, o lançamento nos cinemas ocorreu no dia 3 de junho de 2005, arrecadando um total de 713 569 dólares. Na França, o filme foi bem recebido, com uma pontuação de 3,7 / 5 pela imprensa no AlloCiné. O filme é reconhecido como uma das 30 maiores bilheterias de remake de horror dos últimos 40 anos.

### Recepção crítica
O filme recebeu críticas mistas por parte dos críticos, apesar de ser considerado melhor do que outros filmes de adolescentes, com o Rotten Tomatoes dando-lhe uma classificação de 25% "podre", com o consenso geral "Tendo pouca semelhança com o original House of Wax (1953) é uma fórmula estereotipada, mas melhor do que a média de filmes de terror adolescente." Com base de 31 avaliações profissionais, alcançou uma pontuação de 41 em 100 no Metacritic, e pela avaliação do público, recebeu uma pontuação de 70 em 100.
O crítico de cinema Roger Ebert, do Chicago Sun-Times, deu ao filme duas de quatro estrelas, escrevendo: "House of Wax não é um bom filme, mas é eficiente, e vai entregar mais do que qualquer um que assista, poderia razoavelmente esperar, supondo que seria razoável esperar muito". Ele também defendeu o desempenho de Hilton, dizendo que "ela não é melhor ou pior do que a típica adolescente pós-morta, e faz exatamente o que ela é obrigada a fazer em um filme como este, com toda a habilidade, reconhecidamente finito, que é necessário". A Folha de S.Paulo definiu House of Wax como "Terror junta clichês a rostos bonitos", e dizendo sobre Paris Hilton: "A patricinha faz um papel secundário interpretando ela mesma, com direito a cenas em lingerie vermelha, flagrantes de sexo "acidentais" e uma meia dúzia de falas sonsas no roteiro. Em suma, Paris Hilton é puro marketing". O crítico Stephen Hunter, do Washington Post, deu ao filme 80% de aprovação, dizendo: "Este filme dá a você, como nenhum outro filme há anos. Ok, se isso não é sua parte do pântano, não vá para ele". Jonathan Rosenbaum, do Chicago Reader, deu 60% de aprovação: Estereotipado, mas bastante bem-feito, esse show de susto para adolescentes só é, nominalmente, um remake do antigo filme de Vincent Price.
Prairie Miller, do Long Island Press, chamou-o de: "Quente, Sexy, Deliciosamente assustador". Benjamin Strong, do The Village Voice, disse: "Intensamente desconfortante e gratuito mesmo pelos padrões de filmes de terror." James Berardinelli publicou em seu site: "House of wax começa com marcas elevadas para a sua contagem de corpos e as formas inovadoras que são efetuadas em seus participantes. Também é notável por ter alguns dos protagonistas mais idiotas do que nunca para preencher um filme de terror. House of wax tem sua parcela de momentos verdadeiramente terríveis, nenhum dos quais estão diretamente relacionados com suposto "agir" de Hilton. A mais grotesca destas características é Carly caindo de cabeça em um poço de podridão de carcaças de animais. Mais tarde, tem os lábios colados com super-cola e perde a ponta do dedo, enquanto outro personagem tem parte de seu rosto arrancado. Para quem gosta de filmes de terror simplesmente para ver as pessoas morrerem de formas originais, sangrentas, House of Wax é um entretenimento perfeito. Os membros do seu elenco são mais conhecidos por sua aparência e sensualidade do que suas habilidades de atuação. Cuthbert "fares o melhor", Murray é eficaz quando ele está sendo desgostoso e antissocial. Outro renomado crítico, Mick LaSalle, do San Francisco Chronicle, deu ao filme 75% de aprovação, dizendo: "Depois de um mês, ninguém vai falar sobre este filme, mais uma vez. Ainda assim, com um quadro como este não há realmente, apenas uma pergunta: É divertido? Sim. Lotes. Definitivamente". Também disse: "De fato, a qualidade agradável ajuda Cuthbert. Vê-la se transformar em cera seria tão ruim quanto vendo isso acontecer com Glenda Farrell (a estrela da versão de 1933). O filme também é animado por vontade do diretor para ser terrível – não repugnante, que é barato –, mas surpreendentemente sombrio e terrível. A estreia do diretor Collet-Serra faz duas coisas raras no gênero horror: ele leva o seu tempo e com ele, realmente vai ficando melhor."

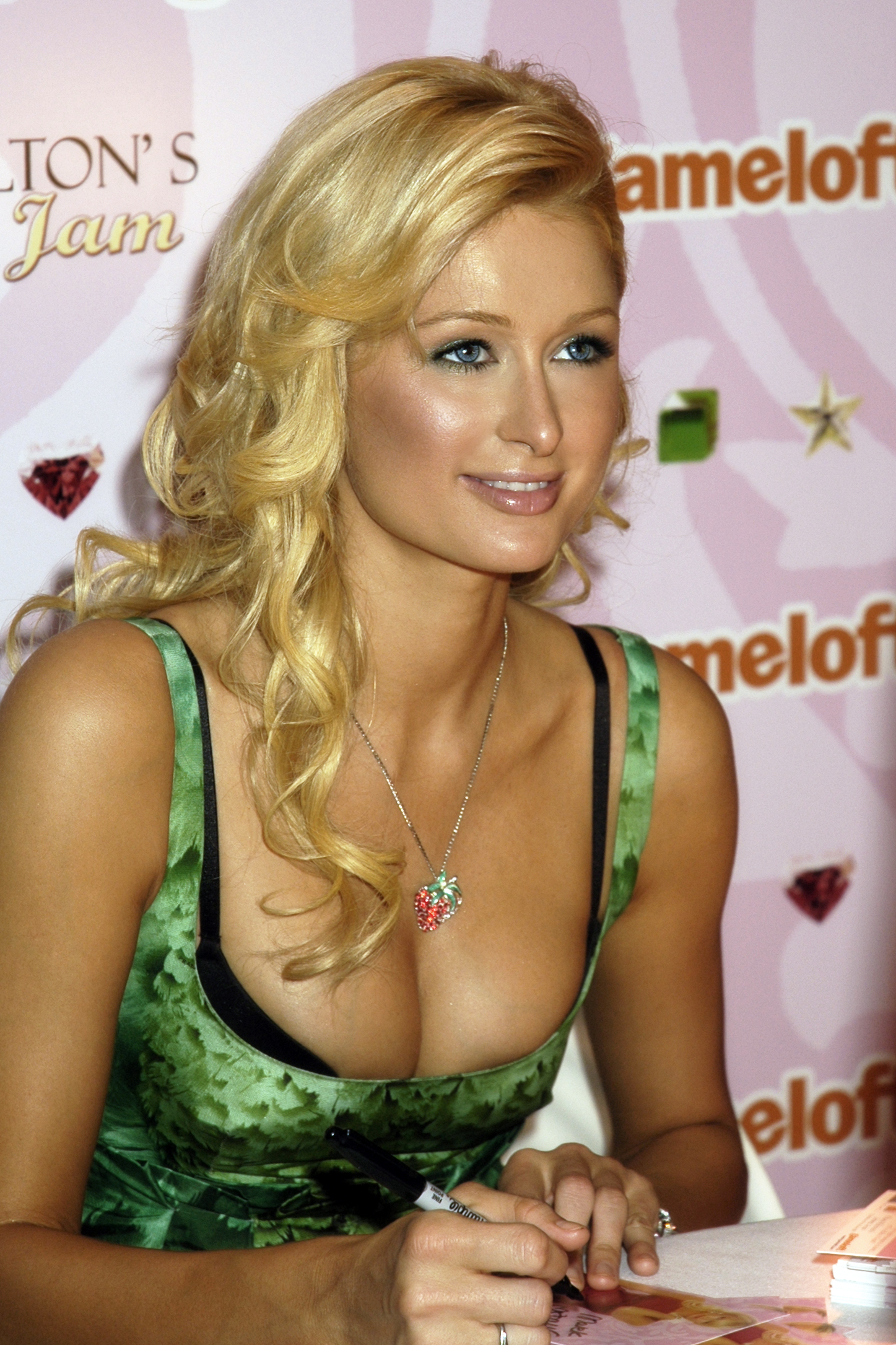
A atuação de Paris Hilton no filme como Paige Edwards foi criticada pela opinião especializada; em última análise, recebeu avaliações negativas por seu papel superficial e irrelevante. Posteriormente, ganhou o prêmio de Pior Atriz Coadjuvante em 2006.

Bruce Westbrook, do Houston Chronicle, chamou-o de chato e mal agido, embora ele tenha elogiado Cuthbert e Murray. O JoBlo publicou: House of Wax é estrelado por um grupo de adolescentes sendo assassinados por um louco. Ele oferece no reino de sustos e entretenimento. Não é um clássico, por qualquer meio, mas satisfatório nos fundamentos do gênero. Philip Booth, do St. Petersburg Times, escreveu: Collet-Serra, ex-diretor comercial, não oferece uma peça notável, detalhando os mecanismos pelos quais os homens e as mulheres são transformadas em figuras de cera. É uma sequência bizarra, estranha que pertence a um filme de terror muito mais assustador e mais sofisticado. David Sterritt, do The Christian Science Monitor, o descreveu: "Como frightfest é melhor do que a média de hoje". Connie Ogle, do Miami Herald, em sua publicação: A Casa de Cera não vai lhe dar pesadelos, mas mantém as tradições de terror adolescente com talento e energia.
O The Movie publicou: "As performances são sempre profissionais e discretas em sua acreditável irrefutabilidade, especialmente Cuthbert, uma jovem atriz bonita e talentosa que tem provado uma e outra vez apenas múltiplas camadas e um futuro promissor que tem à sua frente. Cuthbert escava o papel de Carly com força, determinação e realismo horrorizada; como você vê que ela está passando por essas coisas, você acredita e esquece tudo sobre a atriz fazendo o papel, que é o maior elogio de todos. O The New York Times publicou: "O conjunto de design é bastante elaborado pelos padrões do gênero, e as vítimas não morrem exatamente na ordem que você pode esperar, mas tudo vai muito bem de acordo com a fórmula, incluindo uma reviravolta na história de última hora que abre a porta rangente para uma sequência." Nathan Lee, do New York Sun: House of Wax não é tão frenético como deveria ser. Os adolescentes são sexys, e suas mortes são adequadamente revoltantes. Sergio Leone, do Filmjerk.com, disse: "Paris Hilton só joga sua personalidade conhecida no filme; ela é ofuscada pelo forte trabalho do resto do elenco, nomeadamente Michael Murray e, especialmente, Cuthbert, que dá ao filme uma forte dose de entusiasmo com o seu desempenho semelhante ao de Jamie Lee Curtis."

### Festivais
O filme estreou em vários festivais, incluindo o Festival Internacional de Cinema de Toronto, New York Film Critics Circle Awards, Festival de Cinema de Tribeca, Los Angeles Brazilian Film Festival, BFI London Film Festival entre outros.

## Prêmios e indicações
| Prêmio                                 | Categoria                                                                                       | Assunto                                                  | Resultado | Ref    |
| -------------------------------------- | ----------------------------------------------------------------------------------------------- | -------------------------------------------------------- | --------- | ------ |
| Framboesa de Ouro                      | Pior Atriz Coadjuvante                                                                          | Paris Hilton                                             | Venceu    | [ 55 ] |
| Framboesa de Ouro                      | Pior Filme                                                                                      | Joel Silver Robert Zemeckis Susan Levin                  | Indicado  | [ 62 ] |
| Framboesa de Ouro                      | Pior Remake ou Sequência                                                                        | Joel Silver Robert Zemeckis Susan Levin                  | Indicado  | [ 63 ] |
| Teen Choice Awards                     | Melhor Atriz: Ação / Aventura / Suspense                                                        | Elisha Cuthbert                                          | Indicado  | [ 64 ] |
| Teen Choice Awards                     | Melhor Luta                                                                                     | Elisha Cuthbert e Chad Michael Murray vs. Brian Van Holt | Indicado  | [ 65 ] |
| Teen Choice Awards                     | Melhor Ator: Ação / Aventura / Suspense                                                         | Chad Michael Murray                                      | Venceu    | [ 66 ] |
| Teen Choice Awards                     | Melhor Filme de Terror                                                                          | House of Wax                                             | Venceu    | [ 67 ] |
| Teen Choice Awards                     | Breakout Performance - Masculino                                                                | Jared Padalecki                                          | Indicado  | [ 65 ] |
| Teen Choice Awards                     | Breakout Performance - Feminina                                                                 | Paris Hilton                                             | Indicado  | [ 65 ] |
| Teen Choice Awards                     | Melhor cena de grito do ano. "O grito de Paige quando ela está sendo perseguida pelo assassino" | Paris Hilton                                             | Venceu    | [ 68 ] |
| MTV Movie Awards                       | Melhor Performance Assustada                                                                    | Paris Hilton                                             | Indicado  | [ 69 ] |
| International Film Music Critics Award | Melhor Trilha Sonora Original para um filme: Terror / Suspense                                  | John Ottman                                              | Indicado  | [ 70 ] |

## Trilha sonora
House of Wax: Music from the Motion Picture é o título de uma trilha sonora lançado publicamente e usado para House of Wax, composto por músicas gravadas comercialmente. Um segundo álbum, intitulado simplesmente House of Wax, foi lançado contendo a trilha sonora, composta por John Ottman.
| House of Wax: Music from the Motion Picture |                                        |                                |         |  |
| N.º                                         | Título                                 | Performer                      | Duração |  |
| 1.                                          | "Spitfire"                             | The Prodigy com Juliette Lewis | 5:08    |  |
| 2.                                          | "Helena"                               | My Chemical Romance            | 3:52    |  |
| 3.                                          | "Minerva"                              | Deftones                       | 4:17    |  |
| 4.                                          | "Gun in Hand"                          | Stutterfly                     | 3:29    |  |
| 5.                                          | "Prayer"                               | Disturbed                      | 3:38    |  |
| 6.                                          | "Path to Prevail"                      | Bloodsimple                    | 3:17    |  |
| 7.                                          | "Dried Up, Tied and Dead to the World" | Marilyn Manson                 | 4:15    |  |
| 8.                                          | "Dirt"                                 | The Stooges                    | 7:00    |  |
| 9.                                          | "Not That Social"                      | The Von Bondies                | 3:00    |  |
| 10.                                         | "Cut Me Up"                            | Har Mar Superstar              | 3:10    |  |
| 11.                                         | "New Dawn Fades"                       | Joy Division                   | 4:46    |  |
| 12.                                         | "Taking Me Alive"                      | Dark New Day                   | 4:43    |  |
| Duração total:                              | Duração total:                         | Duração total:                 | 50:41   |  |

| Original Motion Picture Score |                            |         |  |
| N.º                           | Título                     | Duração |  |
| 1.                            | "Opening/Tantrum"          | 3:28    |  |
| 2.                            | "Ritual/Escape the Church" | 4:15    |  |
| 3.                            | "Story of the Town"        | 1:39    |  |
| 4.                            | "Up in Flames"             | 3:42    |  |
| 5.                            | "They Look So Real"        | 2:16    |  |
| 6.                            | "Sealed Lips"              | 3:56    |  |
| 7.                            | "Brotherly Love"           | 2:28    |  |
| 8.                            | "Hanging with Baby Jane"   | 3:36    |  |
| 9.                            | "Paris Gets It"            | 3:07    |  |
| 10.                           | "Curiosity Kills"          | 2:33    |  |
| 11.                           | "Bringing Down the House"  | 5:08    |  |
| 12.                           | "Three Sons"               | 2:28    |  |
| 13.                           | "Endless Service"          | 2:45    |  |
| Duração total:                | Duração total:             | 41:21   |  |

Há uma canção aparecendo no filme que não está integrada na trilha sonora. É "Roland", da banda Interpol, e aparece em cena quando o grupo decide acampar durante a noite no começo do filme.

## Legado
Após seu lançamento, House of Wax tem influenciado outros filmes seguintes como Wolf Creek, The Hills Have Eyes, All the boys love Mandy Lane, The Texas Chainsaw Massacre: The Beginning, Eden Lake e Black Christmas. Vincent Sinclair se tornou um ícone pop do terror, o personagem recebeu este nome em homenagem a Vincent Price, que estrelou a versão original do filme. Foi classificado um dos melhores assassinos em série em filme, sua máscara foi considerada uma das mais marcantes e assustadoras e os irmãos Sinclair, foram eleitos entre os maiores e mais famosos assassinos da história do cinema. O The Ranker colocou-o em suas listas de "Os melhores filmes de Slasher", "Os melhores filmes de terror de todos os tempos", "Os Melhores remakes de terror do cinema", "Os melhores filmes de terror de 2005", "Os filmes mais assustadores de sempre", "Os melhores filmes de Slasher dos últimos 25 anos" e "As 20 mais sexys heroínas de filme de terror de todos os tempos (Cuthbert)".
O filme já foi referenciado diversas vezes, como em Scream 4 quando a personagem de Hayden Panettiere menciona este remake, no filme Sim Senhor onde o DVD é mostrado em uma loja de vídeo, na série Supernatural na quinta temporada no episódio "Fallen Idols", cujo tem a participação de dois membro do filme, Padalecki e Hilton, foi apresentado no MTV Movie Awards de 2006, no David Letterman Show durante uma entrevista com Cuthbert.
A Complex incluiu a cena de morte de Hilton entre "As 100 piores maneiras de morrer", mas a cena já entrou em várias listas de melhores mortes do cinema. A revista também listou o filme em "Os 25 personagens promiscuous e quentes que morreram em filmes de terror" (Hilton) e "As 25 garotas mais quentes em remakes horríveis" (Cuthbert). A Netflix o colocou em sua lista de seus 50 melhores filmes de terror. No Metacritic, ficou entre os 100 filmes mais discutidos e os 100 mais compartilhados de 2005. Cuthbert nomeada como uma das "100 atrizes mais sexys de filme de terror de todos os tempos".
Cuthbert e Hilton estiveram cotadas para aparecer no filme Scary Movie 4, em uma paródia do filme, mas a aparição foi cancelada.